# Бродський Михайло Самойлович
Миха́йло Само́йлович Бро́дський (19 листопада 1913, Одеса, Російська імперія — 7 грудня 1989, Одеса, УРСР, СРСР) — український математик, професор Одеського державного педагогічного інституту імені К. Д. Ушинського.

## Біографія
Михайло Самойлович Бродський народився 6(19) листопада 1913 року в Одесі.
У 1936 році закінчив фізико-математичний факультет Одеського державного університету і до 1939 року навчався в аспірантурі при кафедрі геометрії держуніверситету. В той же час  працював учителем математики а одеській середній школі № 92, асистентом кафедри геометрії Одеського держуніверситету.
У 1940 році захистив дисертацію і здобув науковий ступінь кандидата фізико-математичних наук, а у 1941 році йому було присвоєно вчене звання доцента. З вересня 1940 року викладав у вищих навчальних закладах Одеси.
В 1942—1945 роках перебував у лавах Червоної Армії, воював у складі частин 3-го Українського фронту. Брав участь у визволенні від нацистських окупантів України, Румунії, Угорщини, Австрії.
Після війни працював доцентом кафедри математики Одеського інституту інженерів мукомельної промисловості.
У вересні 1946 року перейшов до Одеського державного педагогічного інституту імені К. Д. Ушинського, де  до липня 1984 року працював доцентом, завідувачем кафедр математики, вищої математики, геометрії, професором кафедри геометрії.
Після захисту дисертації, у 1963 році йому було присуджено науковий ступінь доктора фізико-математичних наук, а у 1964 році присвоєно вчене звання професора.
Помер 7 грудня 1989 року в м. Одеса.

## Наукова діяльність
Наукові дослідження стосувалися спектральної теорії несамоспряжених операторів у гільбертовому просторі, теорії їх трикутних і жорданових зображень, теорії характеристичних матриць-функцій. Увів поняття «трикут.інтеграл».
Є автором понад 40 опублікованих праць. Підготував 2 докторів і 15 кандидатів фізико-математичних наук.

## Праці
- О специальных ε-сетях/ М. С. Бродский// Успехи математических наук. — 1950. — Т. 5, вып. 2(36). — С. 191—195. http://mi.mathnet.ru/rus/umn/v5/i2/p191
- Про гармонічні функції на просторах Бера/ М. С. Бродський.// Доповіді АН УРСР. — 1952. — № 5. — С. 380—387.
- Характеристические матрицы-функции линейных операторов/ М. С. Бродский.//  Математический  сборник. — 1956. — Т.  39(81). — № 2. — С.  179—200.
- Спектральный анализ несамосопряженных операторов и промежуточные системы/М. С. Бродский, М. С. Лившиц.// Успехи математических  наук. — 1958. — Т. 13. — Вып. 1 (79). — С.  3 — 85. http://mi.mathnet.ru/rus/umn/v13/i1/p3
- О треугольном представлении некоторых операторов с вполне непрерывной мнимой частью/М. С. Бродский. // Доклады АН СССР. –  1960. — Т. 133. — № 6. — С. 1271—1274.
- О мультипликативном представлении некоторых аналитических оператор-функций/ М. С. Бродский. //Доклады АН СССР. — 1961. — Т. 138. –  № 4. — С. 751—754. http://mi.mathnet.ru/rus/dan/v138/i4/p751
- Теорема умноження характеристических матриц-функций линейных операторов/ М. С. Бродский.// Доклады АН СССР. — 1954. — Т. 97. — № 5. –  С. 761—764.
- Критерий одноклеточности вольтерровых операций/ М. С. Бродский.// Доклады АН СССР (новая серия). — 1961. — Т. 138. — №. 3. — С. 512—514.
- Критерий одноклеточности диссипативных вольтерровых операторов с ядерными мнимыми компонентами/ М. С. Бродский, Г. Э Кисилевская// Известия  АН СССР. Серия математика. — 1966. — Т.  30. — № 6. — С.  1213—1228.
- О мультипликативном представлении характеристических функций операторов сжатия/М. С. Бродский.//  Доклады АН СССР. — 1967. — Т. 173. — № 2. — С.  256—259.
- Треугольные и жордановы представления линейных операторов/ М. С. Бродский. — М.: Наука, 1969. — 287 с.

## Нагороди
- Орден Вітчизняної війни ІІ ст.
- 6 медалей.
- Знак  «Відмінник народної освіти УРСР».